# حرمان ثقافي
الحرمان الثقافي هو مصطلح يشير إلى غياب بعض الظواهر الثقافية المتوقعة والمقبولة في البيئة مما يؤدي إلى فشل الفرد في التواصل والاستجابة بالطريقة الأنسب في السياق المجتمعي. ويشيع استخدام اكتساب اللغة واستخدام اللغة في تقييم هذا المفهوم.
ويرى المؤيدون لهذا المصطلح أن  ثقافة الطبقة العاملة  (بغض النظر عن السلالة والجنس والعرق وغيرها من العوامل) هي ناقصة بطبيعتها ومختلفة عن الطبقة المتوسطة.
وفقًا لهذه النظرية، يؤدي هذا الحرمان إلى بقاء الطبقة العاملة دائمًا فقيرة وغير قادرة على الانتقال إلى طبقة أعلى.
يشير الحرمان الثقافي إلى البنية الطبقية المجتمعية للمجتمع. كيف تكتسب الطبقة المتوسطة رأس مال ثقافيًا عبر التنشئة الاجتماعية الأولية مقارنة بالطبقة العاملة التي نشأت اجتماعيًا بشكل مختلف بدون رأس المال الثقافي هذا. إن رأس المال الثقافي هو ما يساعد الطبقة المتوسطة على النجاح في النظام الرأسمالي للمجتمع؛ والمعايير والقيم التي تكتسبها الطبقة المتوسطة تساعد في الإنجاز التعليمي وإمكانية التوظيف. وأعضاء الطبقة العاملة الذين يفتقدون إلى رأس المال الثقافي لا يمررونه إلى أطفالهم، الأمر الذي يؤدي إلى استنساخ النظام الطبقي (Willis (1977) Learning to Labour). يشير مورايس إلى أن رأس المال الثقافي لأطفال الطبقة المتوسطة يتيح لهم التواصل مع مدرسي الطبقة المتوسطة على نحو أكثر فاعلية من أطفال الطبقة العاملة وهو ما يراه مورايس وآخرون عاملاً مساهمًا في عدم المساواة بين الطبقات الاجتماعية.
تشير مناظرات من بورديو (فهم بورديو 2004 ويب وآخرون) إلى أن المدارس الحكومية معدة لجعل كل شخص من الطبقة المتوسطة وهو ما تستطيع الطبقة المتوسطة والبعض من الطبقة العاملة من ذوي الإنجازات الكبيرة فقط تحقيقه. واستمرارًا لسرد مناظرته على أن الاختبارات تناسب الطبقة المتوسطة، فإن العمل الأكاديمي يتلاءم مع مواطن قوة الطبقة المتوسطة تاركًا الطبقة العاملة في مساعيها لتلبية المعايير المتوقعة لمواطن القوة لدى الآخرين مع نقاط ضعفهم. والحرمان الثقافي من منظور ماركس يشير إلى أن المواد والموارد المتاحة للطبقة العاملة محدود، وبالتالي يكونون متعلمين بشكل سيء قبل دخول الخطوات الأولية من التعليم. وبعض التلاميذ يبدأون الدراسة مع التمتع بالقدرة على القراءة بمستوى بسيط، والبعض لا يستطيعون حتى كتابة أسمائهم. وهذا يبين الفرق في الفرص والقيم التي تخلق الحرمان الثقافي للطبقة العاملة في سن مبكرة جدًا.